# Никола Никезић
Никола Никезић (Титоград, 13. јун 1981) бивши је црногорски фудбалер.
Играо је на позицији центарфора. Био је на списку репрезентативаца Србије и Црну Горе на Летњим олимпијским играма 2004. године.